# Hubli
Hubli (kannada nyelven: ಹುಬ್ಬಳ್ಳಿ) város India Karnátaka államában. Lakossága 1,35 millió fő volt 2011-ben.  

## Látnivalók
- Chandramouleshwara-templom
- Siddharoodha Math
- Unkal-tó
- Glass House Garden
- Navagraha Teertha
- Gayatri Tapovan
- Gangubai Hanagal Memorial Zenemúzeum
- ISKCON Akshaya Patra (Krisna-templom)
- Ősi dzsaina központok

## Galéria

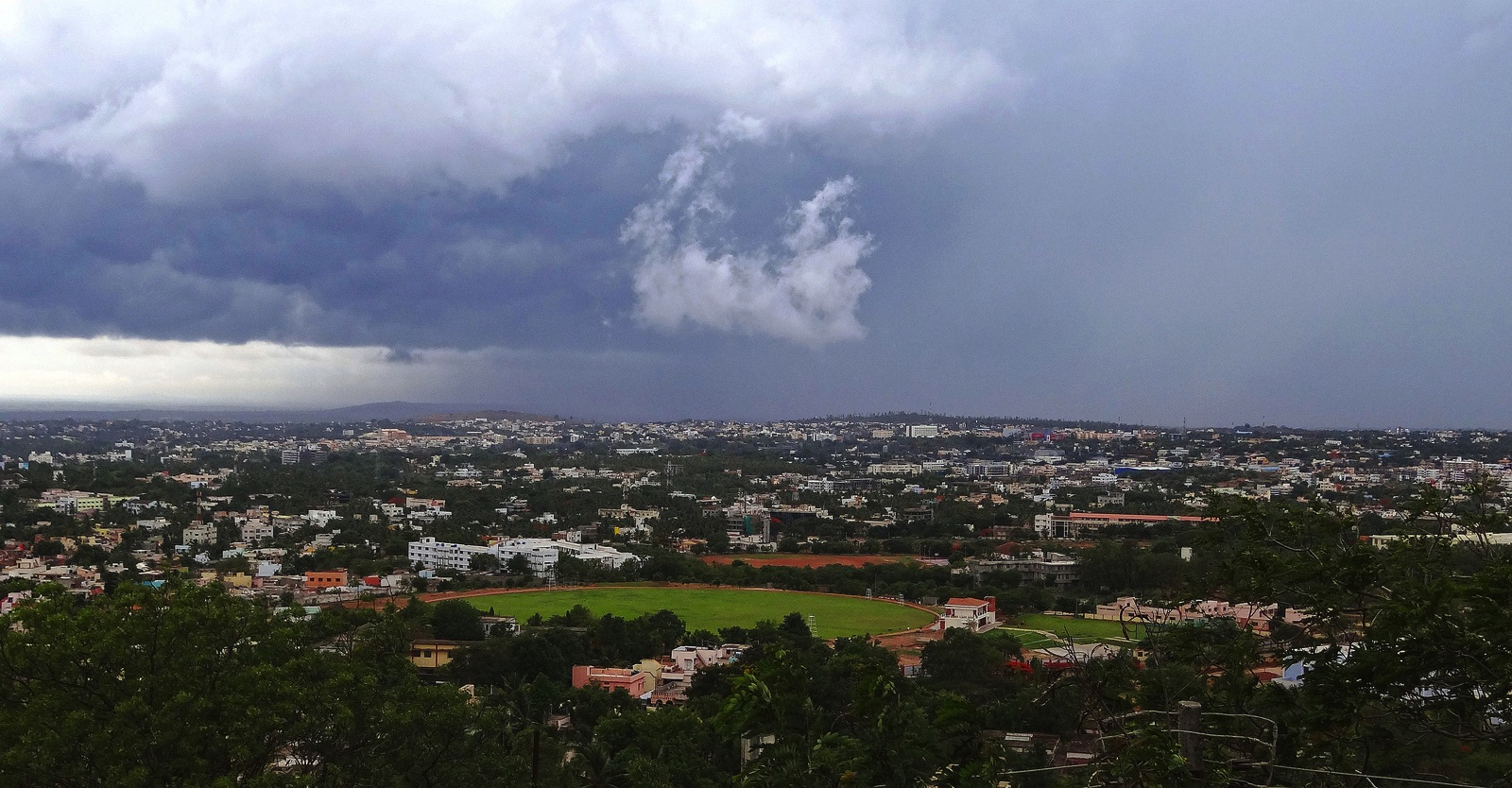
Városkép
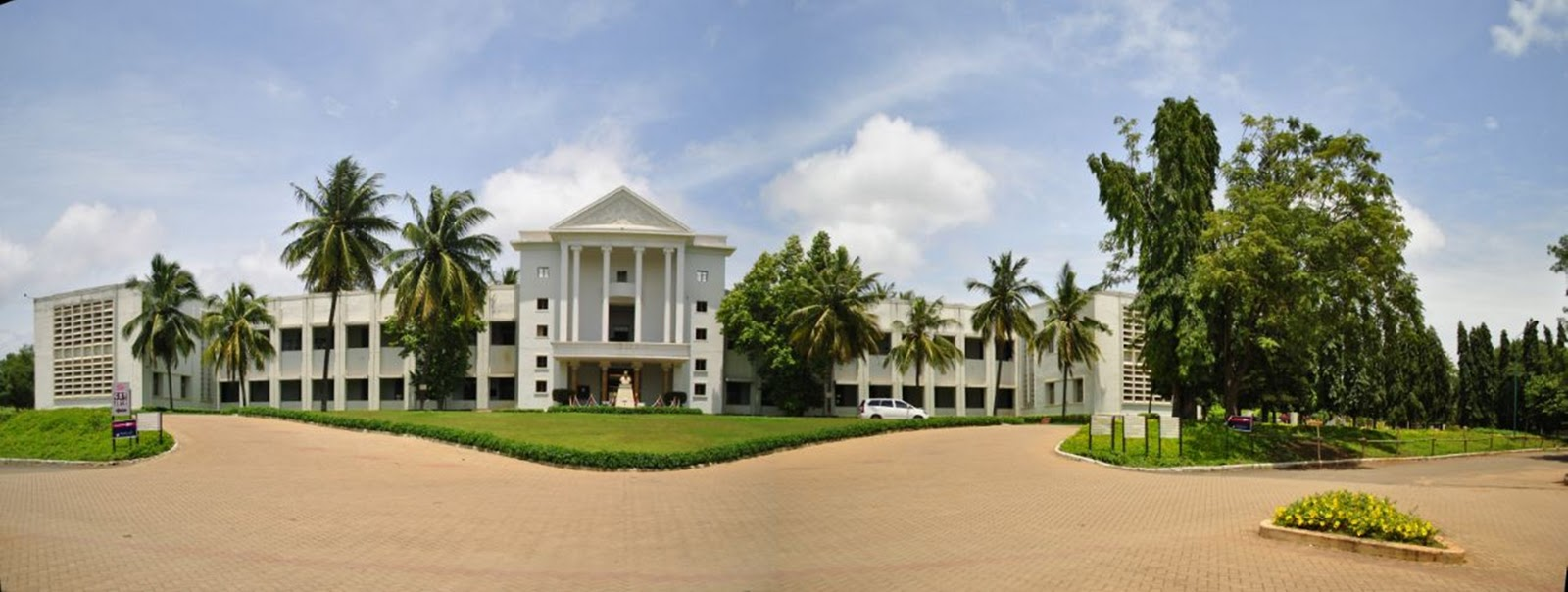
BVB College of Engineering & Technology
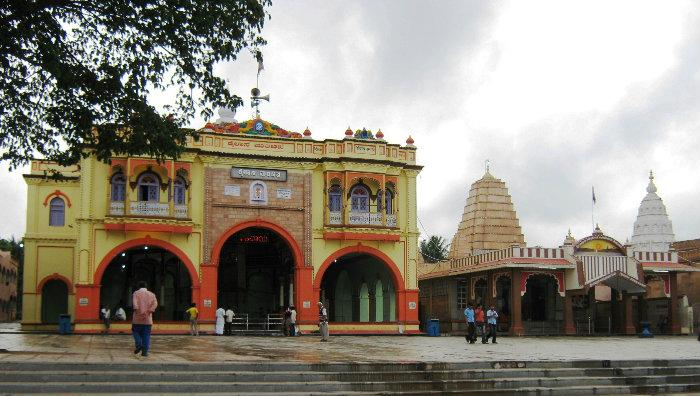
Siddharooda Math, Hubli
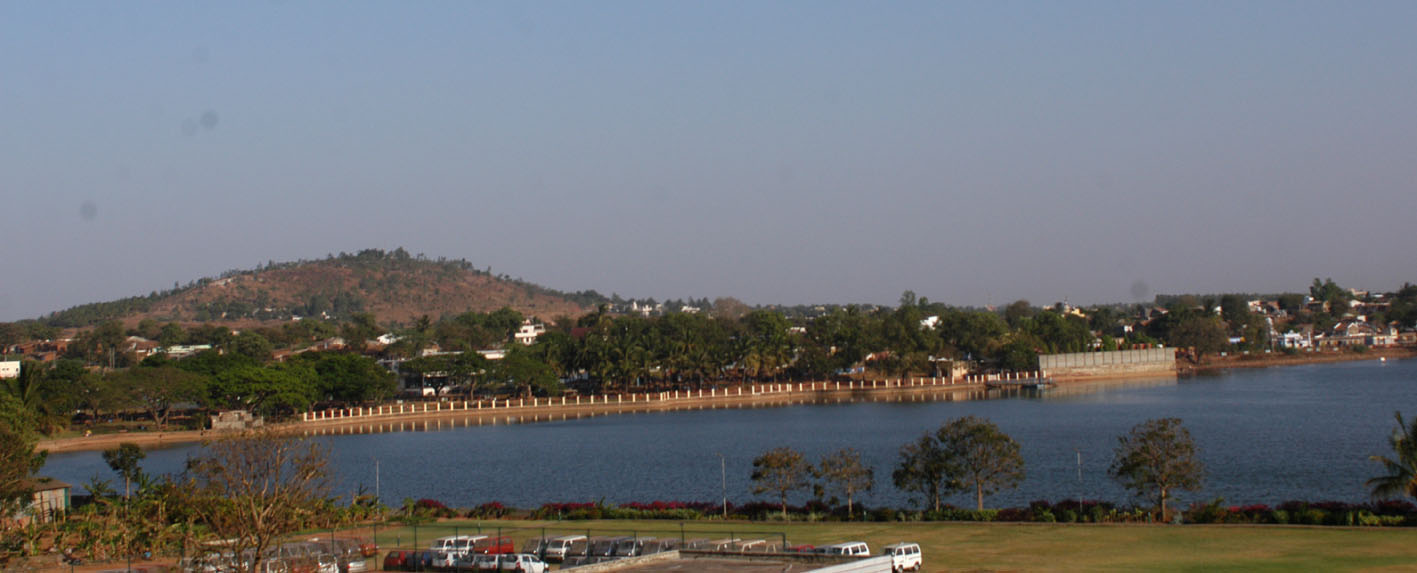
Unkal-tó
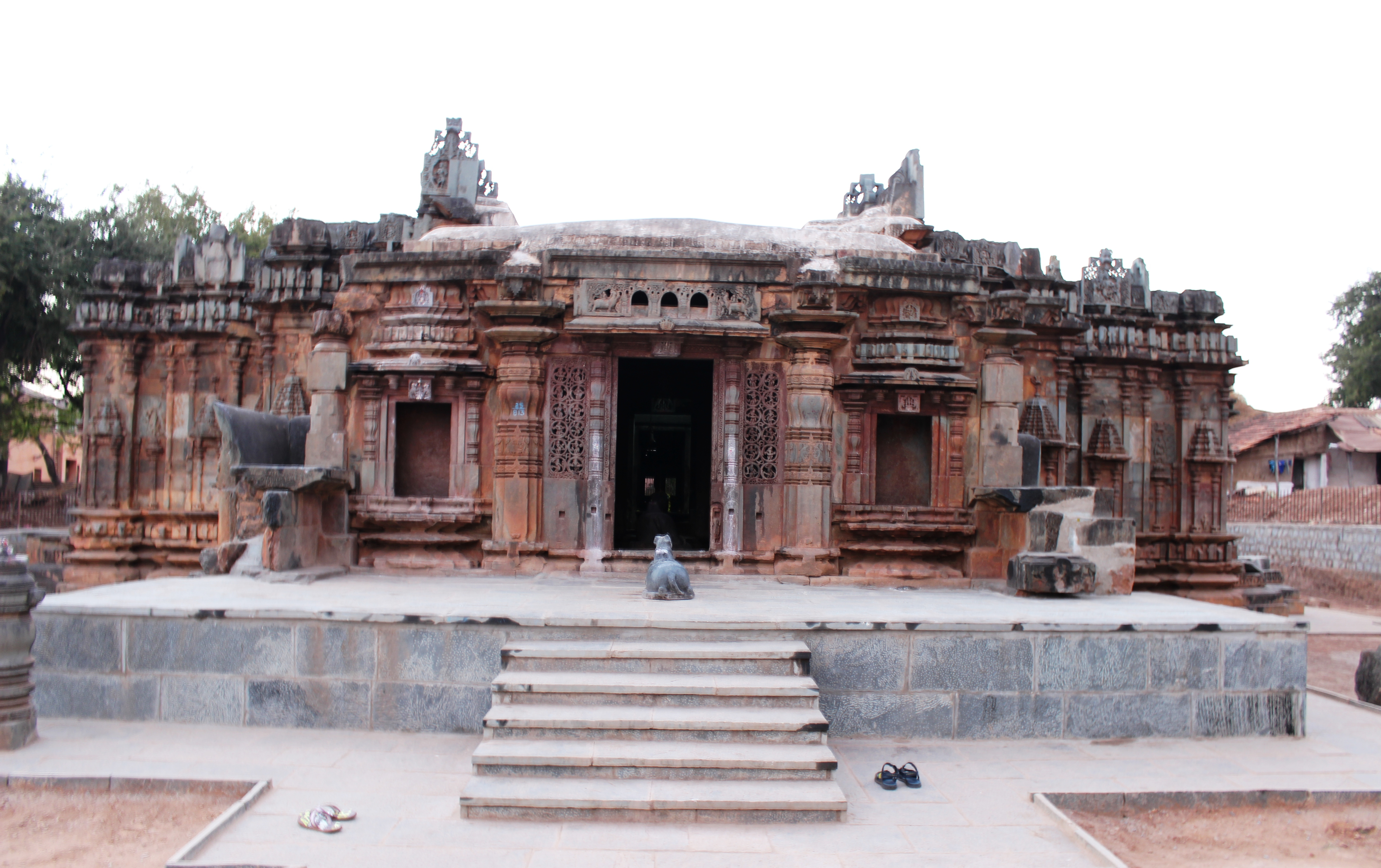
Chandramouleshwara-templom

## Fordítás
- Ez a szócikk részben vagy egészben  a   Hubli című angol Wikipédia-szócikk fordításán alapul.  Az eredeti cikk szerkesztőit annak laptörténete sorolja fel. Ez a jelzés csupán a megfogalmazás eredetét és a szerzői jogokat jelzi, nem szolgál a cikkben szereplő információk forrásmegjelöléseként.